# Zero Tolerance
Zero Tolerance to album kompilacyjny wydany pod nazwiskiem Chucka Schuldinera, już po jego śmierci. Płyta została wydana w dwóch różnych wersjach przez dwie wytwórnie. W 2004 roku wytwórnia Karmageddon Media wydała tę płytę w wersji na jednej płycie kompaktowej, a w roku 2005 płyta została wydana przez wytwórnię Candlelight Records na dwóch płytach. 
W skład tej kompilacji wchodzą nagrania Chucka Schuldinera, które były przygotowywane na drugą płytę zespołu Control Denied oraz nagrania grupy Death pochodzące z nagrań demo oraz nagrań koncertowych. 

## Wydanie dwupłytoweCandlelight Records
Płyta 1
- Utwory 1-4 to nagrania przygotowywane na drugą płytę zespołu Control Denied o roboczym tytule When Machine And Man Collide
- Utwory 5-7 pochodzą z kasety demo Infernal Death (1985) grupy Death
- Utwory 8-10 pochodzą z kasety demo Mutilation (1986) grupy Death

Płyta 2
- Utwory 1-5 pochodzą z kasety demo Death by Metal (1984)
- Utwory 6-11 pochodzą z kasety demo Reign of Terror (1985)
- Utwory 12-19 zostały nagrane w trakcie koncertu w klubie After Dark Club w Teksasie w 1990 roku.

## Spis utworów
Płyta 1
1. "Utwór 1" – 8:57
2. "Utwór 2" – 6:57
3. "Utwór 3" – 7:33
4. "Utwór 4" – 7:09
5. "Infernal Death" – 3:01
6. "Baptized in Blood" – 4:47
7. "Archangel" – 3:21
8. "Land of No Return" – 3:09
9. "Zombie Ritual" – 4:49
10. "Mutilation" – 3:36

Płyta 2
1. "Legion Of Doom" – 3:34
2. "Evil Dead" – 3:11
3. "Beyond the Unholy Grave" – 3:14
4. "Power of Darkness" – 2:29
5. "Death by Metal" – 2:16
6. "Corpse Grinder" – 2:55
7. "Summon to Die" – 2:26
8. "Zombie" – 3:03
9. "Witch of Hell" – 2:44
10. "Reign of Terror" – 2:15
11. "Slaughterhouse" – 2:25
12. "Living Monstrosity" – 4:10 (z koncertu)
13. "Pull the Plug" – 4:27 (z koncertu)
14. "Zombie Ritual" – 4:33 (z koncertu)
15. "Altering the Future" – 5:36 (z koncertu)
16. "Left to Die" – 4:38 (z koncertu)
17. "Spiritual Healing" – 7:45 (z koncertu)
18. "Defensive Personalities" – 4:46 (z koncertu)
19. "Mutilation" – 3:30 (z koncertu)